# Zandwijk (Westerkwartier)
Zandwijk is een buurtschap in de gemeente Westerkwartier in het zuidwesten van de Nederlandse provincie Groningen.
De buurtschap ligt ten westen van Zevenhuizen, langs de gelijknamige wijk, die van de Jonkersvaart met een bocht richting Zevenhuizen loopt. De naam zou kunnen wijzen op de zandige bodem die in het veen opmerkelijk was.